# Giancarlo Majorino
Giancarlo Majorino (Milano, 7 aprile 1928 – Milano, 20 maggio 2021) è stato un poeta, drammaturgo e insegnante italiano.

## Biografia
Nato a Milano, dopo la laurea in giurisprudenza si dedicò alla poesia. Iniziò a scrivere molto presto, valendosi pure di un clima familiare molto aperto e di discussioni continue e della partecipazione al lavoro di sua madre, autrice di romanzi e di novelle. 
Nel 1959 uscì presso l'editore Schwarz la sua prima opera, La capitale del nord mentre nel 1963 apparve, sulla rivista Il Menabò, un gruppo di poesie.
Nello stesso anno intraprese la carriera di insegnante di filosofia nei licei, lasciando l'impiego in banca, iniziato nel 1956. Dopo un anno a Crema, insegnò prima al liceo Einstein per poi trasferirsi all'Ottavo Liceo Scientifico.
Nel 1990 diventò docente presso NABA - Nuova Accademia di Belle Arti di Milano e successivamente pubblicò vari libri di poesia, partecipò a numerosi incontri in Italia e all'estero, sempre tuttavia concentrato su un poema, iniziato nel 1969 e pubblicato nel 2008 (Viaggio nella presenza del tempo, Mondadori, 2008).
Ha fondato e diretto le riviste Il Corpo, Incognita e Manocomete.
Tradotte in inglese, francese, russo e spagnolo, le sue opere figurano nelle antologie straniere; suoi testi e saggi interpretativi sono apparsi su riviste italiane e su alcune riviste straniere.
Majorino è morto a Milano il 20 maggio 2021.

## Premi e riconoscimenti
- 1991: vincitore ex aequo (con Isabella Scalfaro) del Premio Nazionale Letterario Pisa, Poesia[8]
- 2002: vincitore del Premio Brancati Poesia, con Gli alleati viaggiatori,[9]
- 2004: ha vinto il Premio Nazionale Rhegium Julii per la Poesia con Prossimamente[10]
- 2007: gli è stato riconosciuto l'Ambrogino d'oro.
- 2015: è stato insignito del Premio Internazionale di Letteratura Città di Como alla carriera.

## Pubblicazioni

### Poesia e prosa
- La capitale del nord - Schwarz 1959; Edizioni dell'Arco, Milano, 1994
- Lotte secondarie - Mondadori 1967
- Equilibrio in pezzi - Mondadori 1971
- Sirena - Guanda 1976
- Provvisorio - Mondadori 1984
- Ricerche erotiche - Garzanti 1986
- Testi sparsi - Prova d'Autore 1988
- La solitudine e gli altri - Garzanti 1990
- Cangiante - Scheiwiller 1991
- Qui e altrove - Fondazione Floriani 1992
- Sosia. Lampada - Edizioni Rizzardi 1994
- Tetrallegro - Mondadori 1995
- Le trascurate - Stampa edizioni 1999
- Autoantologia (libro che raccoglie gran parte dei lavori precedenti) - Garzanti 1999
- Gli alleati viaggiatori - Specchio Mondadori 2001
- Milioni di minuti (un Audiobook contenente pezzi editi e inediti, con intermezzi musicali di Carlo Galante) - Rugginenti ed. 2000
- Prossimamente - Mondadori 2004
- Viaggio nella presenza del tempo - Mondadori 2008
- La nube terra - Il Faggio 2008
- La dittatura dell'ignoranza - Marco Tropea Editore 2010
- Viaggio nel viaggio - La Vita Felice 2012
- Inediti da accendere con Felice Stoppa - Salviati 2013
- Vita quasi vera di Giancarlo Majorino - La Vita Felice 2014
- Torme di tutto - Mondadori 2015
- Giancarlo Majorino ed Enrica Villain in viaggio con Felice Stoppa - Salviati & Sagredo
- Slogan profondi, (con sedici disegni dell'autore), La vita felice, Milano, 2016

### Antologie e opere critiche
- Poesie e realtà '45-'75 (antologia) - Savelli 1977
- Centanni di letteratura (antologia) - Liviana 1984
- Passaggi critici (un testo riflessivo) - Coop. Ed Punti di mutamento 1984
- Poesie e realtà 1945-2000 (antologia) - Marco Tropea ed. 2000

### Opere teatrali e musicali
- L'uccellino meschino (interpretato da Paolo Bessegato) - Teatro "Out Off" di Milano, 1979
- Fanno notte del giorno (scritto con D'Arrigo) - compagnia Velemir Dugina, guidata da Claudio Misculin; Trieste, poi altre città, dal 1987
- Elektra (scritto con Cinzia Bauci e musicata da Mauro Sabbione) - Teatro "Out Off" di Milano, poi in altre città, nel 1990
- Castigo e delitto (liberamente tratto da Delitto e castigo di Dostoevskij), compagnia Velemir Dugina - Teatro Novelli di Rimini, poi in altre città, nel 1993
- Io io io (regia Silvano Piccardi) - Teatro Filodrammatici di Milano, poi in altre città, nel 1993 e 1994
- Provvisorio: primo viaggio (con musica e regia di Bruno De Franceschi) - Teatro Signorelli di Cortona, 1994
- Provvisorio: secondo viaggio (con musica di Lorenzo Brusci) - Festival Tracce di tracce, Grosseto 1996
- The buzzing of the tongue" (musica di Bruno de Franceschi) Zagabria, Biennale di musica contemporanea, 1999
- Viali con le ali (opera musicale di Bruno De Franceschi) - Festival della Riviera, Teatro Castello Pasquini di Castiglioncello; Pistoia; Teatro dell'Elfo di Milano, nel 2000
- Carne capitata (concerto presentato nel 1999 all'Istituto Italiano di Cultura di Los Angeles), 2001.